# Черри-Гров (тауншип, Миннесота)
Черри-Гров (англ. Cherry Grove) — тауншип в округе Гудхью, Миннесота, США. На 2000 год его население составило 430 человек.

## География
По данным Бюро переписи населения США площадь тауншипа составляет 99,1 км², из которых 99,1 км² занимает суша, водоёмов нет.

## Демография
По данным переписи населения 2000 года здесь находились 430 человек, 150 домохозяйств и 117 семей. Плотность населения — 4,3 чел./км². На территории тауншипа расположено 152 постройки со средней плотностью 1,5 построек на один квадратный километр. Расовый состав населения: 99,07 % белых, 0,23 % афроамериканцев и 0,70 % приходится на две или более других рас. Испанцы или латиноамериканцы любой расы составляли 0,70 % от популяции тауншипа.
Из 150 домохозяйств в 37,3 % воспитывались дети до 18 лет, в 74,7 % проживали супружеские пары, в 2,7 % проживали незамужние женщины и в 22,0 % домохозяйств проживали несемейные люди. 18,0 % домохозяйств состояли из одного человека, при том 10,0 % из — одиноких пожилых людей старше 65 лет. Средний размер домохозяйства — 2,87, а семьи — 3,27 человека.
29,8 % населения — младше 18 лет, 6,0 % — в возрасте от 18 до 24 лет, 28,8 % — от 25 до 44, 21,2 % — от 45 до 64, и 14,2 % — старше 65 лет. Средний возраст — 37 лет. На каждые 100 женщин приходилось 116,1 мужчин. На каждые 100 женщин старше 18 приходилось 118,8 мужчин.
Средний годовой доход домохозяйства составлял 52 898 долларов, а средний годовой доход семьи — 54 191 доллар. Средний доход мужчин — 33 542 доллара, в то время как у женщин — 22 083. Доход на душу населения составил 20 093 доллара. За чертой бедности находились 5,7 % семей и 3,8 % всего населения тауншипа, из которых 17,6 % старше 65 лет.